# Valerij Priёmychov
Valerij Michajlovič Priёmychov (in russo Вале́рий Миха́йлович Приёмыхов?; Belogorsk, 26 dicembre 1943 – Mosca, 25 agosto 2000) è stato un attore, sceneggiatore, regista e scrittore sovietico, russo dal 1991.

## Filmografia parziale

### Regista
- Migrant' (1991)
- Kto, esli ne my (1998)